# Nirim
Nirim (hebrejsky נִירִים, doslova „Louky“, v oficiálním přepisu do angličtiny Nirim) je vesnice typu kibuc v Izraeli, v Jižním distriktu, v Oblastní radě Eškol.

## Geografie
Leží v nadmořské výšce 110 metrů na severozápadním okraji pouště Negev; v oblasti která byla od 2. poloviny 20. století intenzivně zúrodňována a zavlažována a ztratila charakter pouštní krajiny. Jde o zemědělsky obdělávaný pás přiléhající k pásmu Gazy a navazující na pobřežní nížinu.
Obec se nachází 10 kilometrů od břehu Středozemního moře, cca 87 kilometrů jihojihozápadně od centra Tel Avivu, cca 92 kilometrů jihozápadně od historického jádra Jeruzalému a 38 kilometrů severozápadně od města Beerševa. Nirim obývají Židé, přičemž osídlení v tomto regionu je etnicky převážně židovské. 3 kilometry západním směrem ale začíná pásmo Gazy s početnou arabskou (palestinskou) populací.
Nirim je na dopravní síť napojen pomocí lokální silnice 2410.

## Dějiny
Nirim byl založen v roce 1950. Kibuc ale vznikl již v říjnu 1946 v rámci masivní osidlovací akce 11 bodů v Negevu, jejímž cílem bylo během jednoho dne zřídit na severním okraji Negevu jedenáct židovských opěrných bodů. Zakladateli byla osadnická skupina z kibucu Nir David v Galileji napojená na hnutí ha-Šomer ha-ca'ir. Nově zřízená osada byla tehdy známa alternativně i pod názvem Dangur (דנגור). Vesnice ale stávala v jiné lokalitě, dál k jihozápadu a blíže egyptské hranici.
Během války za nezávislost, hned 15. května 1948 byla napadena egyptskou armádou, silně poničena. Sedm obránců osady zahynulo. Egypťané ale osadu nedobyli a museli ji při svém postupu do vnitrozemí obejít. Po zbytek války žili osadníci v Nirim ve stavu obklíčení a setrvalého ostřelování. Během bitvy se zřítila větší část budovy společné jídelny, ale zůstala stát obnažená stěna s hebrejským nápisem Lo ha-tank jnacach ki et ha-adam („ne tank, ale člověk zvítězí“), který zde byl vyvěšen k Svátku práce. Fotografie se pak stala jedním ze symbolů války a součástí tradice tohoto kibucu.
Koncem 40. let měl kibuc 20 obyvatel a rozlohu katastrálního území 1 600 dunamů (1,6 kilometru čtverečního). Po válce byl roku 1950 kibuc obnoven ale přesunut o více než 10 kilometrů k severovýchodu, do nynější lokality. Na původním místě vznikla pak vesnice Nir Jicchak.
V roce 1955 byl kibuc Nirim zasažen při ostřelování egyptskou armádou (z jí tehdy kontrolovaného pásma Gazy) a jeden z obyvatel byl zabit. Podobné smrtelné incidenty se tu vyskytly už předtím, zejména při pracích na poli, nedaleko hranice. Poblíž kibucu byly objeveny stavební pozůstatky židovského sídla Ma'on z doby přelomu starověku a středověku. V ruinách byla nalezena i dobová synagoga s mozaikovou výzdobou.
Místní ekonomika je založena na zemědělství (polní plodiny, pěstování květin, sadovnictví, chov drůbeže, produkce mléka). Výměra polností dosahuje 20 000 dunamů (20 kilometrů čtverečních). Hospodaření je závislé na umělém zavlažování, které je zde umožněno díky národnímu rozvaděči vody. V obci fungují zařízení předškolní péče o děti. Dále je zde zdravotní středisko, plavecký bazén, sportovní areály, obchod se smíšeným zbožím, knihovna a společenský klub. Kibuc stále ještě (podle údajů k roku 2010) operuje podle tradičního modelu, s vysokou mírou kolektivního hospodaření.

## Demografie
Obyvatelstvo kibucu je sekulární. Podle údajů z roku 2014 tvořili naprostou většinu obyvatel v Nirim Židé (včetně statistické kategorie "ostatní", která zahrnuje nearabské obyvatele židovského původu ale bez formální příslušnosti k židovskému náboženství).
Jde o menší obec vesnického typu s dlouhodobě stagnující populací. K 31. prosinci 2014 zde žilo 338 lidí. Během roku 2014 populace klesla o 2,0 %.
| Rok            | 1961 | 1972 | 1983 | 1995 | 2001 | 2003 | 2004 | 2005 | 2006 | 2007 | 2008 | 2009 | 2010 | 2011 | 2012 | 2013 | 2014 |
| -------------- | ---- | ---- | ---- | ---- | ---- | ---- | ---- | ---- | ---- | ---- | ---- | ---- | ---- | ---- | ---- | ---- | ---- |
| Počet obyvatel | 251  | 317  | 414  | 380  | 367  | 353  | 356  | 347  | 356  | 361  | 357  | 308  | 314  | 320  | 352  | 345  | 338  |